# Theope matuta
Theope matuta is een vlindersoort uit de familie van de prachtvlinders (Riodinidae), onderfamilie Riodininae.
Theope matuta werd in 1897 beschreven door Godman & Salvin.